# 1991年度壹電視大獎得獎名單
1991年度壹電視大獎得獎名單於1991年2月8日頒發。

## 十大電視節目
- 第一位：笑傲在明天
- 第二位：人在邊緣
- 第三位：自梳女
- 第四位：同居三人組
- 第五位：神鵰俠侶
- 第六位：還看今朝
- 第七位：烏金血劍
- 第八位：我本善良、又是冤家又聚頭
- 第九位：蓋世豪俠
- 第十位：孖仔孖心肝

## 十大電視藝人

### 十大女藝人
- 邵美琪
- 周海媚
- 羅慧娟
- 毛舜筠
- 李司棋
- 汪明荃
- 沈殿霞
- 梅小惠
- 劉嘉玲
- 鄭裕玲

### 十大男藝人
- 黎　明
- 萬梓良
- 周星馳
- 吳鎮宇[1]
- 周潤發
- 梁朝偉
- 郭晉安
- 劉青雲
- 劉德華
- 關禮傑[1]